# چیف دن جورج
چیف دن جورج (انگلیسی: Chief Dan George; ۲۴ ژوئیهٔ ۱۸۹۹ – ۲۳ سپتامبر ۱۹۸۱) یک هنرپیشه اهل کانادا بود.
از فیلم‌ها یا برنامه‌های تلویزیونی که وی در آن نقش داشته‌است می‌توان به بزرگ‌مرد کوچک، هری و تونتو اشاره کرد.